# 제프 니컬스 (영화 감독)
제프 니컬스(Jeff Nichols, 1978년 12월 7일 ~ )는 미국의 영화 감독이다.

## 작품 목록
- 《샷건 스토리즈》 (2007) - 감독, 프로듀서, 각본
- 《테이크 쉘터》 (2011) - 감독, 각본
- 《머드》 (2012) - 감독, 각본
- 《미드나잇 스페셜》 (2016) - 감독, 각본
- 《러빙》 (2016) - 감독, 각본
- 《바이크 라이더스》 (2023) - 감독, 프로듀서, 각본

## 같이 보기
- 제임스 마시 (영화 감독)